# Nanuchka-Klasse
Projekt 1234 „Owod“ (russisch „Овод“, deutsch: Biesfliege), von der NATO Nanuchka-Klasse bezeichnet, ist eine Klasse von Flugkörperkorvetten, die in der Sowjetunion entwickelt wurde. Die russische Klassifikation dieses Typs ist „Kleines Raketenschiff“ (russisch „Малый ракетный корабль“, МРК).

## Geschichte
Wegen der Entwicklung neuer Schiffsabwehrlenkwaffen forderte das Oberkommando der sowjetischen Marine eine entsprechende Waffenplattform. Gefordert war ein Schiff mit sechs Startern für die neuen P-120-Malachit-Raketen, zusätzlicher Artillerie- und Luftabwehrbewaffnung und einer hohen Geschwindigkeit. Zwischen 1958 und 1963 entwickelten drei Konstruktionsbüros verschiedene Entwürfe.
Die endgültige Entwicklung übernahm ab 1965 das Leningrader Konstruktionsbüro „Almas“ (russisch ЦМКБ Алмаз) unter der Leitung von Iwan Petrowitsch Pegow.
Die Planung gestaltete sich jedoch schwierig; Durch das hohe Gewicht der Bewaffnung stieg die Tonnage auf über 500 t und es stand kein geeigneter Antrieb zur Verfügung, um das Schiff auf die geforderten 35 kn zu beschleunigen. Der Einbau der damals vorhandenen Gasturbinen hätte die Tonnage massiv erhöht. Von den vorhandenen M-504-Dieselmotoren hätten für die geforderte Geschwindigkeit sechs verbaut werden müssen, was bei den gegebenen Beschränkungen bei Schiffsdimensionen und Wasserverdrängung nicht möglich war. Daher wurde unter hohem Zeitdruck der M-507A-Dieselmotor entwickelt. Im Prinzip bestand dieser aus zwei gekoppelten M-504 mit insgesamt 112 Zylindern.
Bei Prüfung des Projektes 1234 wurde aufgrund der Verdrängung beschlossen, dieses nicht wie üblich als kleines Raketenboot (russisch Малый ракетный катер), sondern als kleines Raketenschiff zu klassifizieren. Das Projekt 1234 war der erste Typ dieser Klassifizierung in der sowjetischen Marine.

## Technik

### Rumpf und Antrieb
Der Rumpf ist 59,3 m lang sowie 11,8 m breit und hat einen Tiefgang von 3,02 m. Die Standardverdrängung beträgt 610 t, die maximale 700 t. Als Antrieb kamen drei Dieselmotoren vom Typ M-507 zum Einsatz, welche drei Schrauben antrieben. Die Höchstgeschwindigkeit betrug 35 kn.

### Bewaffnung
Die Bewaffnung besteht aus:
- zwei Dreifachstartern für Anti-Schiff-Lenkwaffen P-120 Malachit (SS-N-9 Siren)
- einem doppelläufigen 57-mm-Geschütz AK-725 am Heck
- einem Doppelstarter für 4K33-Osa-M-Flugabwehrraketen am Bug
- vier Täuschkörperwerfer PK-10
- zwei Täuschkörperwerfer PK-16

### Elektronik
Es sind diverse Radarsysteme installiert, unter anderem:
- Navigationsradar Don-2
- Oberflächen- und Luftraumradar Peel Pair (NATO-Bezeichnung)
- Feuerleitradar Titanit (NATO: Band Stand) für SS-N-9
- Feuerleitradar 4R33 (NATO: Pop Group) für Osa-M-Luftabwehrraketen
- Feuerleitradar MR-103 Bars (NATO: Muff Cob) für AK-725
- IFF-Sender High Pole und Square Head (NATO-Bezeichnung)

### Schiffe des Projekts 1234
17 Schiffe der Klasse wurden zwischen 1970 und 1982 von der sowjetischen Marine in Dienst gestellt. Sie wurden inzwischen alle außer Dienst gestellt – mit Ausnahme des Schiffes Musson der Pazifikflotte, das nach einem Unfall am 16. April 1987 im Japanischen Meer unterging.

## Varianten

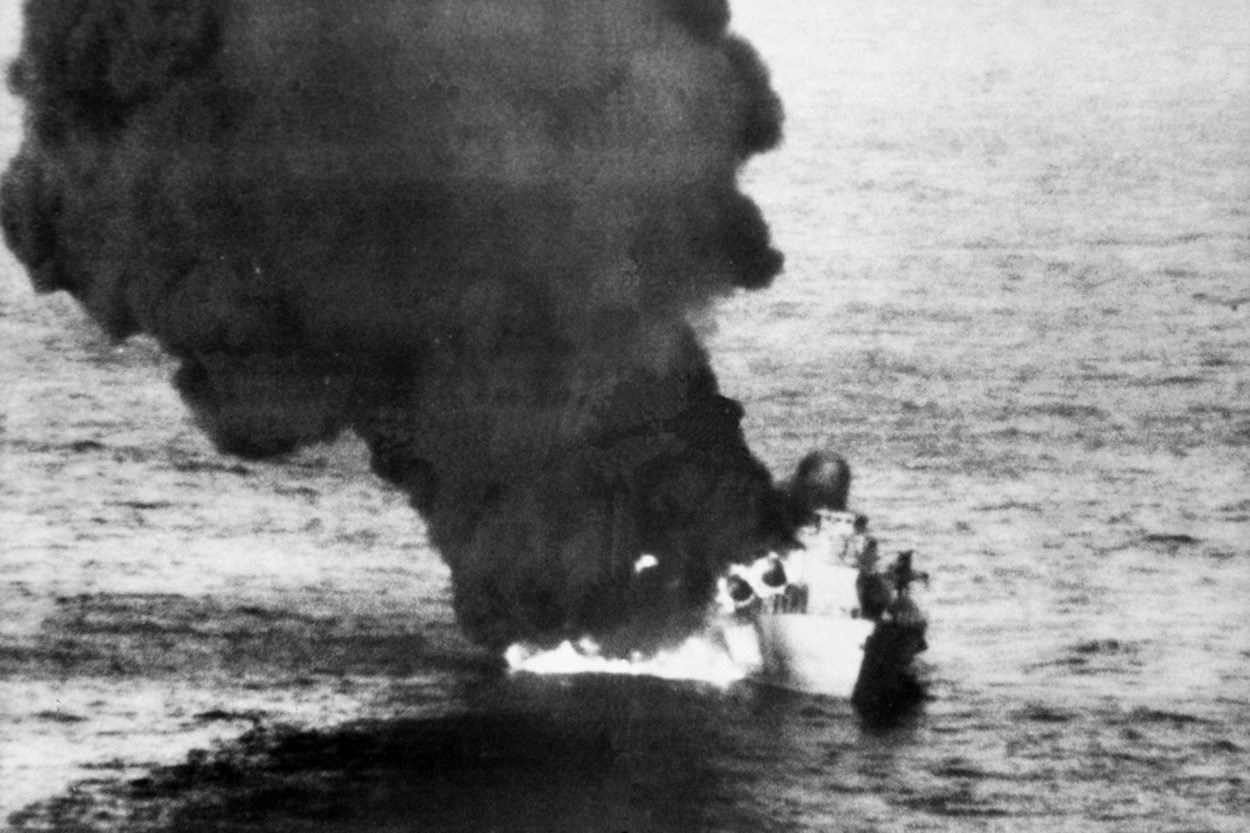
Beschädigte libysche Korvette nach einem Angriff durch US-Trägerflugzeuge

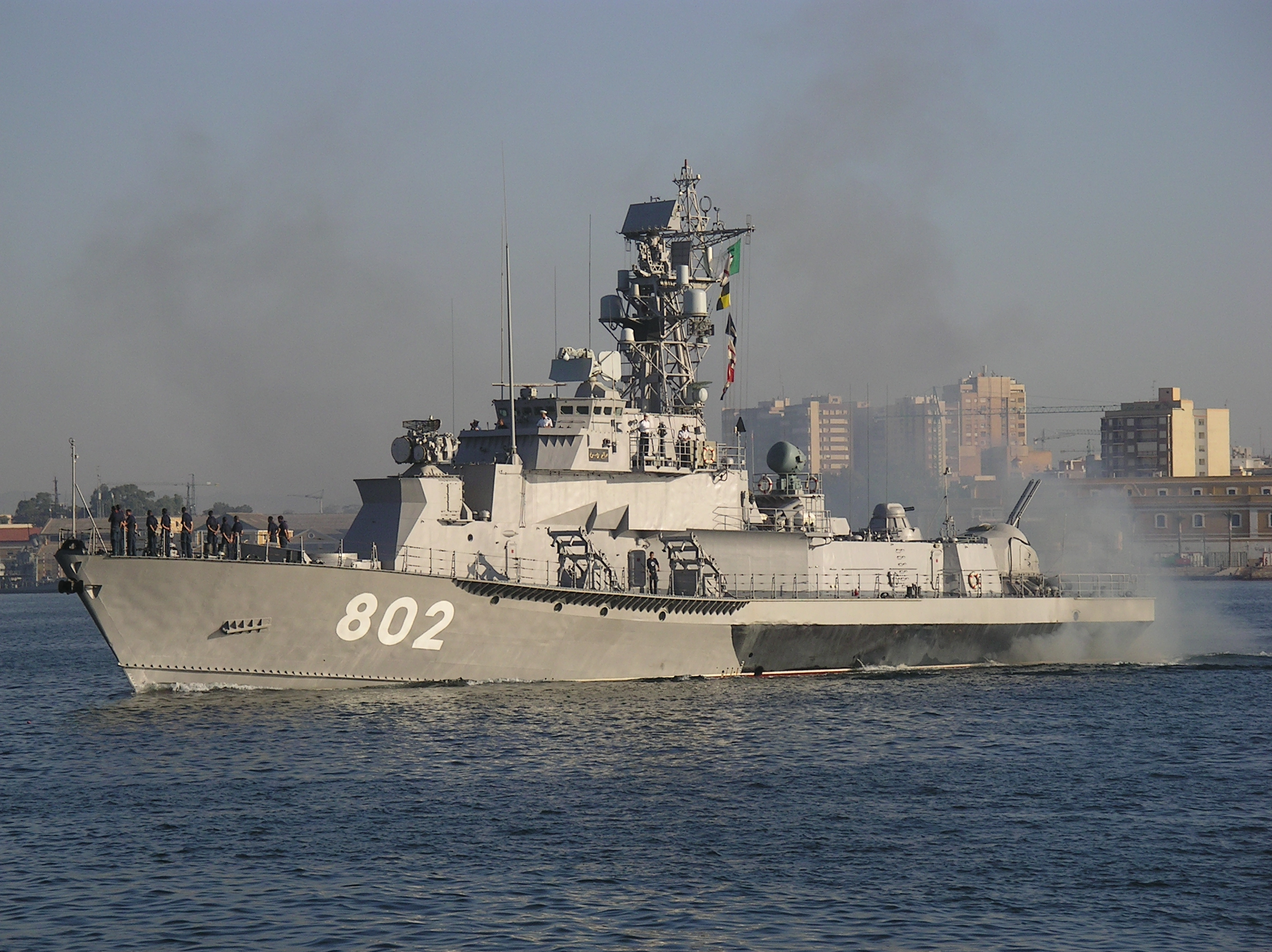
Algerische Salah Rais nach dem Umbau zum Projekt 1234EM, hier ohne Raketen

### Projekt 1234E
Das Projekt 1234E war die Exportversion von Projekt 1234, die von der NATO Nanuchka-II-Klasse genannt wurde. Dabei wurde der nicht für den Export zugelassene P-120-Marschflugkörper durch die P-20M Rubesch (NATO: SS-N-2C Styx) ersetzt. Außerdem wurden elektronische Anlagen geändert, vor allem das Feuerleitsystem der Anti-Schiff-Lenkwaffen.
Insgesamt wurden folgende Schiffe des Projekts 1234E an andere Marinen abgegeben:
Indien:
- Vijay Durg, vormals Uragan
- Sihdhu Durg, vormals Priboi
- Hos Durg, vormals Priliw

Algerien:
- MRK-21 Ras Hamidou
- MPK-22 Reis Alb
- MRK-23 Salah Reis

Libyen:
- MPK-9 Ean Mara, das Schiff wurde im März 1986 bei Angriffen durch amerikanische Trägerflugzeuge im Golf von Sidra schwer beschädigt und nach der Reparatur in Russland als Tariq ibn Ziyad 1991 wieder in Dienst gestellt.
- MPK-24 Ean Al Gazala
- MPK-25 Ean Zara
- MRK-15 Ean Zaquit, das Schiff wurde am 25. März 1986 während der Operation Attain Document III / Operation Prairie Fire in der Großen Syrte (Golf von Sidra) durch ein US-amerikanisches A-6-Intruder-Trägerflugzeug versenkt.

Projekt 1234EM (russisch 1234ЭМ) ist die Bezeichnung einer Modernisierungsmaßnahme von Projekt 1234E, die auf Schiffen der algerischen Marine durchgeführt wurde. Die vier Startrohre für die veralteten Seezielflugkörper des Typs P-20 wurden entfernt und es wurden vier Startvorrichtungen für je vier 3M24-Raketen eingebaut. Das OSA-M-Flugabwehrraketensystem wurde auf das OSA-MA-System umgestellt, das auch die russischen Schiffe tragen. Weiterhin wurde eine AK-630M-Maschinenkanone zur Nahbereichsverteidigung eingebaut.

### Projekt 1234.1

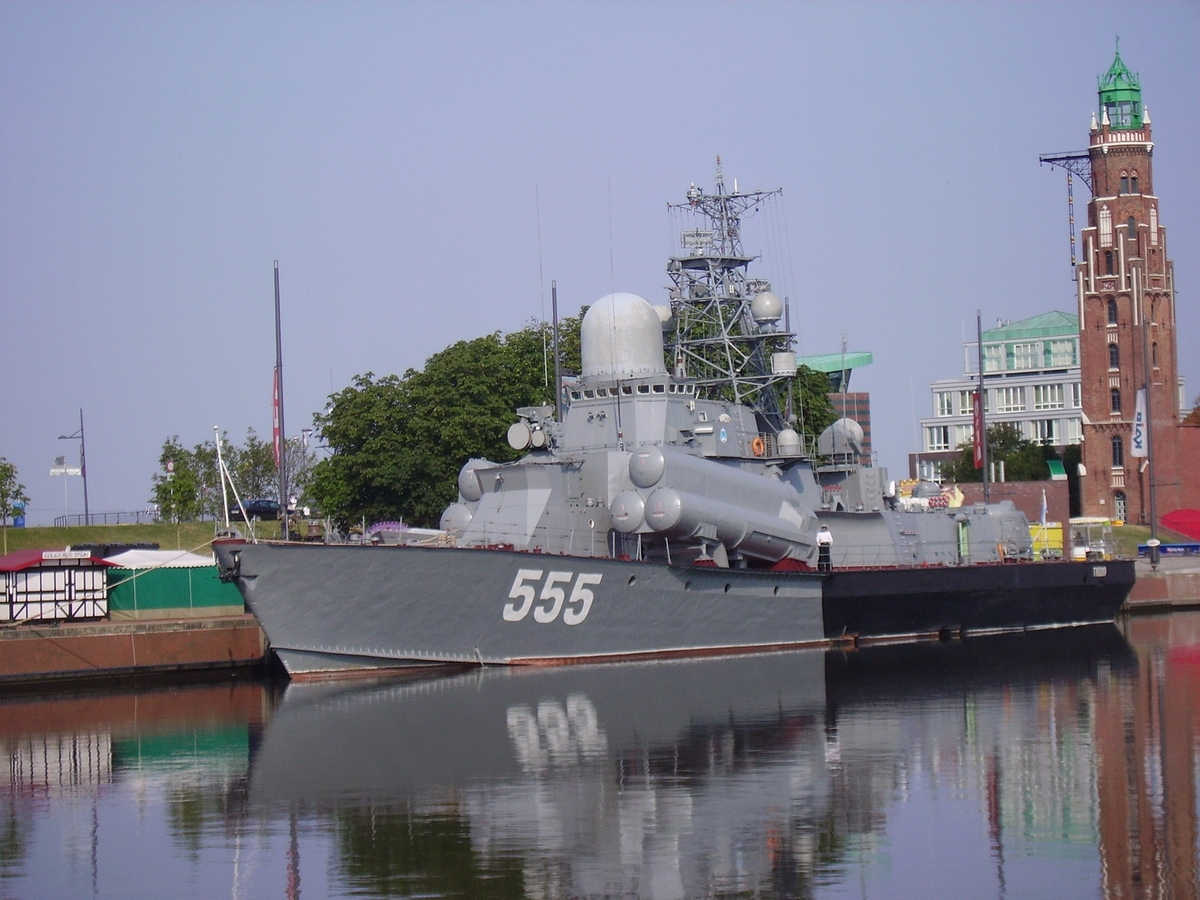
Geiser, Projekt 1234.1, 2006

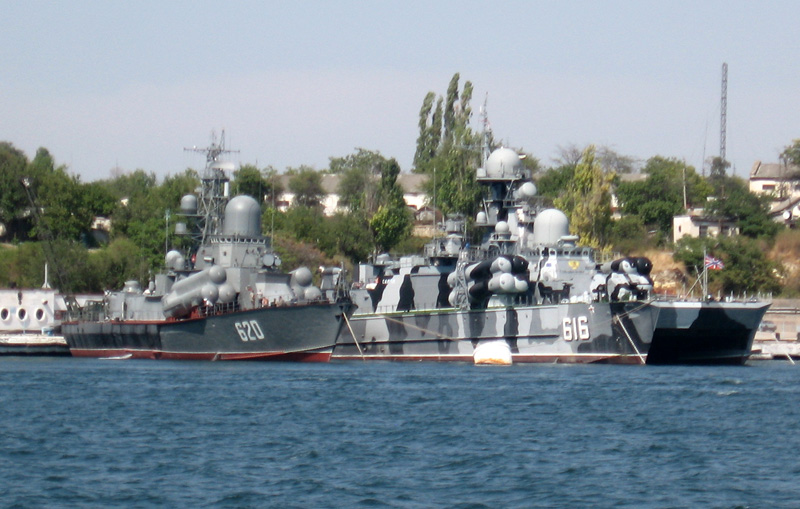
620 Schtil (Projekt 1234.1) und 616 Samun (Projekt 1239), 2007

Seit 1977 wurden modifizierte Schiffe mit der Bezeichnung Projekt 1234.1 produziert, welche die NATO Nanuchka-III-Klasse nannte. Das AK-725-Geschütz wurde durch ein 76-mm-L/60-Geschütz AK-176M ersetzt und ein sechsläufiges AK-630-Luftabwehrgeschütz am Heck kam hinzu. Darüber hinaus wurde die Elektronik umfangreich verändert. Neben den Feuerleitsystemen für die neuen Geschütze wurde beispielsweise das Navigationsradar Mius installiert. Die Tonnage stieg leicht an, die Höchstgeschwindigkeit sank auf 34 kn. Vier zusätzliche Besatzungsmitglieder wurden benötigt.

### Projekt 1234.7
Ein Schiff des Projekt 1234.1 (Schiff Nr. 526 Nakat) wurde als Testplattform für die neuen Anti-Schiff-Lenkwaffen P-800 Onyx umgebaut. Zwei Sechsfachwerfer für die neuen Raketen und die zugehörige Feuerleitelektronik wurden installiert. Entsprechend der NATO-Nomenklatur wurde der Schiffstyp als Nanuchka-IV-Klasse bezeichnet.

## Nutzer
- Russland: 9 Schiffe (Geiser, Liwen, Passat, Priboi, Priliw, Rasswet, Smertsch, Syb, Uragan)[5]
- Algerien: 3 (801 Rais Hamidou, 802 Salah Rais und 803 Rais Ali)[5]

## Belege und Verweise